# سد تاكيجاوا
سد تاكيجاوا (باليابانية: سد تاكيجاوا) هو سد الجاذبية يقع في محافظة ميه في اليابان. يستخدم السد للسيطرة على الفيضانات وإمدادات المياه. تبلغ مساحة مستجمعات السد 1.6 كيلومتر مربع. ويحجز السد حوالي 4 هكتار من الأراضي عند اكتماله ويمكنه تخزين 282 ألف متر مكعب من المياه. بدأ بناء السد في عام 1990 واكتمل في عام 1999.